# Goo地図
goo地図（グーちず）とは、ポータルサイトgooが提供していた、インターネット地図のコンテンツである。2023年9月27日にサービスが終了した。

## 概要
goo地図は、NTTレゾナントが提供しているインターネットポータルサイトであるgooにおいて提供されていた、地図コンテンツである。日本測地系を採用し地図のスクロールはマウスのドラッグで直感的に操作することができた。

主に通常の地図と衛星写真の2種類の地図を閲覧することが可能であった。Googleマップなどに比べて地味ではあるが、後述のように様々な工夫を行っており、goo地図独自の特色をだそうとしていた。

またパソコンのほかに携帯電話（gooモバイル）でもルート案内などを行うことができた。2023年8月17日に、同年9月27日をもって、サービスを終了することが発表された。なお、具体的な理由などは明かされていない。

## 日本地図
日本の地図のベースは地図アプリなどと同様のゼンリンデータコムであった。
地図の検索は都市名、住所、各都市の路線一覧、地下鉄の路線一覧などから探すことができた。
日本地図での主な機能は以下のとおりであった。
ルートガイド
出発地と目的地を設定することで、目的地までの最適なルートを検索できる機能であり路線＋徒歩、自動車のルート案内に対応していた。
ブログ地図
自分のブログにスクロールや拡大縮小が可能な地図を貼ることができる機能
口コミ地図
地図をクリックすると、クリックした地域のgooブログユーザーの口コミ記事が表示された。
回転地図
地図の向きを自由に変更できる。また向きを変更いても表示されている地名などの向きがかわらない工夫がされていた。
統計地図
数値情報をもとに地図を作成できる。たとえば県ごとの人口統計や、県ごとの生産品の統計地図などが簡単に閲覧、作成できた。
古地図
江戸時代の切り絵地図、明治時代の古地図、昭和22年の米軍が撮影した東京の航空写真、昭和38年の航空写真をみることができる。昔から現在への地図の変遷をみることができた。
マイページ
自分の地図の閲覧履歴や、自宅、またNTTドコモのFOMAのオートGPS対応機能と連携がとれた。

## 世界地図
世界地図は地理情報開発の地図データを利用していた。日本地図のような詳細な地図は主要都市のみとなるが、日本語での表記が可能となっていた。また 観光名所  ATM、世界遺産、TV紹介スポットなどを表示することができた。